# En bra kväll för mord
En bra kväll för mord är en samling noveller skrivna av Agatha Christie. Novellerna är sammanställda och utvalda av Bonniers Förlag och samlingen gavs ut på svenska 1989.

## Innehåll
| Engelsk originaltitel      | Svensk översättning         | Del av novellsamling |
| -------------------------- | --------------------------- | -------------------- |
| Murder in the Mews         | En bra kväll för mord       | Murder in the Mews   |
| The Third Floor Flat       | Tredje våningen             | Poirots problem      |
| Wasp's Nest                | Getingboet                  | Poirots problem      |
| How Does Your Garden Grow? | Trädgårdskonst              | Poirots problem      |
| The Incredible Theft       | Ett hot mot rikets säkerhet | Murder in the Mews   |

De två långa berättelserna En bra kväll för mord och Ett hot mot rikets säkerhet är hämtade ur Murder in the Mews, den bok med fyra Hercule Poirot som Agatha Christie gav ut 1937. De tre korta novellerna skrev Christie för engelska tidskrifter på 1920-talet, och de ingick sedan i novellsamlingen Poirots problem från 1974.

## Handlingar

### En bra kväll för mord
Kommissarie Japp ber Poirot att följa med honom till ett hus i Bardsley Garden Mews där en mrs Barbara Allen sköt sig själv kvällen innan – Guy Fawkes Night – dödsögonblicket doldes av ljudet av fyrverkerier. Väl framme upptäcker de att doktorn tycker att det är något konstigt med den fina damens, en ung änkas, död. Mrs Allen hittades av rumskamraten miss Jane Plenderleith, som hade varit borta på landet föregående natt. Offret låstes in i sitt rum och sköts genom huvudet med ett automatvapen, vapnet hittades i hennes hand. Läkaren påpekar dock att vapnet är i hennes högra hand medan såret är ovanför vänster öra – en omöjlig position att skjuta med höger hand. Det ser ut som om detta är ett mord som gjorts för att se ut som självmord – och av en ovanligt inkompetent mördare med en mycket låg uppskattning av polisens utredares intelligens. De intervjuar miss Plenderleith och får reda på att mrs Allen var förlovad med Charles Laverton-West, en ung parlamentsledamot på uppgång, men trots att pistolen var den döda damens kan hon inte komma på någon anledning till att hon skulle använda den för att begå självmord.
Japp och Poirot hittar ytterligare ledtrådar: pistolen har rensats från fingeravtryck och stora summor pengar har dragits från mrs Allens bankkonto vid flera tillfällen, men det finns inga spår av pengar i huset. De får också veta av en granne att mrs Allen hade en gentleman som ringde kvällen innan vars beskrivning inte stämmer överens med hennes fästman. De känner att miss Plenderleith håller något tillbaka och frågar henne om den manlige besökaren och hon föreslår att det var major Eustace – en man som mrs Allen hade känt i Indien och som hon har sett vid flera tillfällen under det senaste året. Hon kände att mrs Allen var rädd för mannen, och Japp och Poirot föreslår att major Eustace utpressar henne - en idé som får bifall av miss Plenderleith. Poirot påpekar att det är ovanligt att utpressare dödar sina offer: normalt är det tvärtom. Japp letar igenom ett skåp under trappan som innehåller föremål som paraplyer, promenadkäppar, tennisracketar, en uppsättning golfklubbor och en liten attachéväska som miss Plenderleith skyndsamt påstår är hennes. De två männen känner miss Plenderleiths ökade spänning.
Miss Plenderleith visar sig ha ett oklanderligt alibi för tidpunkten för dödsfallet, och Poirot och Japp intervjuar Charles Laverton-West. Han blir chockad när han får reda på att en mordutredning pågår och erkänner att han själv inte har något bra alibi. De försöker också träffa major Eustace och höra att han har gett sig av för att spela golf. Omnämnandet av detta får plötsligt Poirot att se allt klart. När de senare lyckas få tag på Eustace upptäcker de att han röker en turkisk cigarett vars fimpar hittades i mews-huset, trots att mrs Allen rökte en annan sort. De bevisar också att han bar en uppsättning manschettknappar, varav en skadad del hittades i rummet där mrs Allen dog, och Japp arresterar honom för mord.
Under förevändning tvingar Poirot Japp att besöka mews hus. Medan de är där smygtittar Poirot ännu en gång på skåpet under trappan och ser att attachéväskan är borta. Eftersom miss Plenderleith just har kommit tillbaka från att ha spelat golf på Wentworth, går de dit och får veta att hon sågs på golfbanan. Senare undersökningar visar att hon sågs kasta ett föremål i sjön där. Polisen fiskar upp väskan den men hittar ingenting i den. Poirot ber Japp och miss Plenderleith att besöka hans lägenhet, och de berättar för henne att Eustace blivit arresterad. Poirot berättar sedan för henne om sina verkliga slutsatser. Från ledtrådar om försvunnet läskpapper drar Poirot slutsatsen att mrs Allen hade skrivit ett brev strax innan hon dog, som, om hon tog livet av sig, skulle tyda på ett självmordsbrev. Han postulerar att miss Plenderleith kom hem, fann sin vän död, driven att ta livet av sig av sin utpressares handlingar, och var fast besluten att hämnas henne – detta var inte ett mord som gjordes för att se ut som självmord utan ett självmord som gjordes för att se ut som mord, och därmed snärjde utpressaren. Miss Plenderleith satte pistolen i mrs Allens högra hand, trots att hon var vänsterhänt, och syftet med hennes resa till Wentworth var att där gömma den döda damens golfklubbor – vänsterhänta klubbor, attachéväskan var ett villospår för att få polisen på spåren. Övertalad av Poirot om att major Eustace kommer att fängslas för sina andra brott, går hon med på att berätta sanningen och rädda mannen från galgen.

### Tredje våningen
En kvinnokropp hittas i en lägenhet. Hon upptäcktes av en grupp på fyra ungdomar som hade blivit utelåsta från sin lägenhet. Som tur är finns Hercule Poirot i närheten för att hjälpa till. Vem mördade denna stackars kvinna? Finns det mer i den här historien än vad som syns? Kan Poirot upptäcka sanningen innan det är för sent för någon annan?

### Getingboet
Poirot besöker sin vän John Harrison och berättar att han är på orten för att undersöka ett mord som ännu inte har begåtts. Sedan vänder han samtalet till ett getingbo i ett träd som han ser i närheten. En vän till Harrison, Claude Langton, planerar att förstöra boet genom att använda bensin som injiceras av en trädgårdsspruta. Poirot frågar: "Tycker du om Langton?" och de pratar om Harrisons förlovning med en flicka vid namn Molly Deane som tidigare varit förlovad med Langton. Poirot återvänder samma kväll och finner Langton på väg därifrån och boet fortfarande intakt. Poirot berättar för Harrison att han bytte cyaniden som Harrison hade i fickan mot lite tvättsoda när han besökte honom tidigare. Poirot bevittnade de tidiga tecknen på att Langtons romans med Molly Deane återupplivades och att Harrison lämnade en Harley Street-konsult efter att uppenbarligen ha fått dåliga nyheter. Harrison bekräftar att han har två månader kvar att leva. Poirot antog att Harrison planerade att begå självmord och få det att se ut som om Langton hade dödat honom, vilket säkerställde att hans rival skulle hängas för mord. Efter att ha insett och ångrat vad han skulle ha gjort, uttrycker Harrison sin tacksamhet för att Poirot har besökt och förstört hans planer.

### Trädgårdskonst
Poirot får ett brev om hjälp från en äldre kvinna vid namn miss Amelia Barrowby, som dör fem dagar senare. Poirot går till huset och beundrar den välskötta trädgården med sina vårblommor och kanter av snäckor. Han träffar en ung rysk flicka vid namn Katrina Reiger, som talar kryptiskt om de pengar som med rätta är hennes. Hon blir avbruten av den döda kvinnans brorsdotter mrs Delafontaine och hennes man. Poirot intervjuar den lokala polisinspektören som berättar för honom att de nu vet att miss Barrowby dog av en dos stryknin, men problemet är att offret och hennes två familjemedlemmar alla åt samma måltid. Nästa dag kommer beskedet att större delen av egendomen har lämnats till Katrina, vilket ger ett motiv, och hon grips av polisen. Poirot besöker Rosebank och träffar mrs Delafontaine. Vid ytterdörren pekar han på den ofärdiga raden av skal och påpekar att det är ostronskal. Familjen Delafontaine matade miss Barrowby med förgiftade ostron och planterade skalen i trädgården för att gömma dem för Katrina och pigan. Mrs Delafontaine erkänner att hon och hennes man hade stulit pengar från hennes moster i många år och att de inte kunde låta godset gå till Katrina.

### Ett hot mot rikets säkerhet
En fest pågår hemma hos Lord Mayfield, en politiker på uppgång och miljonär vars rikedomar kom från hans tekniska skicklighet. Med sig har han flygkaptenen Sir George Carrington, hans fru och son (Lady Julia och Reggie); Mrs Vanderlyn, en vacker brunett amerikanska; och Macatta, en rättfram parlamentsledamot. Mr Carlile, lord Mayfields sekreterare, bjuder dem på middag. Anledningen till festen blir uppenbar när alla utom Lord Mayfield och Sir George lämnar middagsbordet, då de ska diskutera planerna på ett nytt stridsflygplan som skulle ge Storbritannien herravälde i luften. De diskuterar Vanderlyn, som sysslar med spionage. Lord Mayfield bjöd in henne att fresta henne med något stort – planerna för den nya kämpen – för att fånga henne en gång för alla.
Alla gäster går till sängs utom Lord Mayfield och Sir George. Carlile skickas för att hämta ritningarna för jaktplanet från kassaskåpet, så han ger sig iväg för att studera och kolliderar med mrs Vanderlyn som vill hämta sin handväska. De två männen går längs terrassen, när lord Mayfield blir skrämd av en gestalt som lämnar arbetsrummet vid det franska fönstret, men Sir George ser ingenting. När de kommer in i arbetsrummet har Carlile papperen framme, men Lord Mayfield ser snabbt att jaktplanens planer är borta. Carlile är övertygad om att de var i kassaskåpet och han lade dem på bordet. Han blev distraherad när han hörde ett kvinnoskrik i korridoren och sprang ut för att hitta Leonie, fru Vanderlyns hembiträde, som påstod att hon hade sett ett spöke. Carlile hade i övrigt inte lämnat arbetsrummet. Sir George föreslår att man omedelbart kallar in Hercule Poirot.
Poirot anländer mitt i natten. De berättar för honom om händelseförloppet och sina misstankar mot fru Vanderlyn. När Poirot undersöker gräset som leder ut från terrassen bekräftar han att det inte finns några fotspår, vilket innebär att någon i huset begick stölden och att papperen fortfarande finns kvar. Han frågar ut var och en i tur och ordning. Han förstår att Leonie inte såg något spöke; skrek hon för att Reggie smög sig fram till henne för att få en kyss? Poirot föreslår för Lord Mayfield att han ska avsluta festen så att hans gäster kan lämna huset. Nästa morgon börjar gästerna ge sig av. Lady Julia tror att hennes son Reggie stal ritningarna eftersom han har väldigt ont om pengar och inte var i sitt rum under en period kvällen innan. Hon lovar Poirot att de kommer att återlämnas inom tolv timmar om inga ytterligare åtgärder vidtas. Poirot går med på detta och de ger sig av.
Poirot berättar för Lord Mayfield om Lady Julias erbjudande men att hon misstar sig, eftersom hon inte vet att hennes son var upptagen med Leonie vid den aktuella tidpunkten. Poirot förklarar att mrs Macatta hördes snarka i sitt rum, mrs Vanderlyn hördes ropa på Leonie från övervåningen och sir George var med lord Mayfield på terrassen. Alla är inräknade utom Carlile och Lord Mayfield. Eftersom Carlile har tillgång till kassaskåpet hela tiden och kunde ha tagit spåren i lugn och ro, är det bara Lord Mayfield kvar. Poirot tvivlar inte på att Lord Mayfield stoppade planerna i sin egen ficka. Hans motiv är kopplat till ett förnekande som han några år tidigare förnekade att han var inblandad i förhandlingar med en krigförande främmande makt. Eftersom han verkligen var inblandad i sådana aktiviteter måste han nu ha blivit utpressad att lämna över ritningarna via mrs Vanderlyn. Poirot tvivlar inte på att hennes planer har ändrats på ett subtilt sätt så att designen blir ogenomförbar. Lord Mayfield erkänner bedrägeriet men insisterar på att hans motiv, att vägra låta sig hindras från att leda Storbritannien genom den kommande världskrisen, är rent.